# 宋氏 (韦逞母)

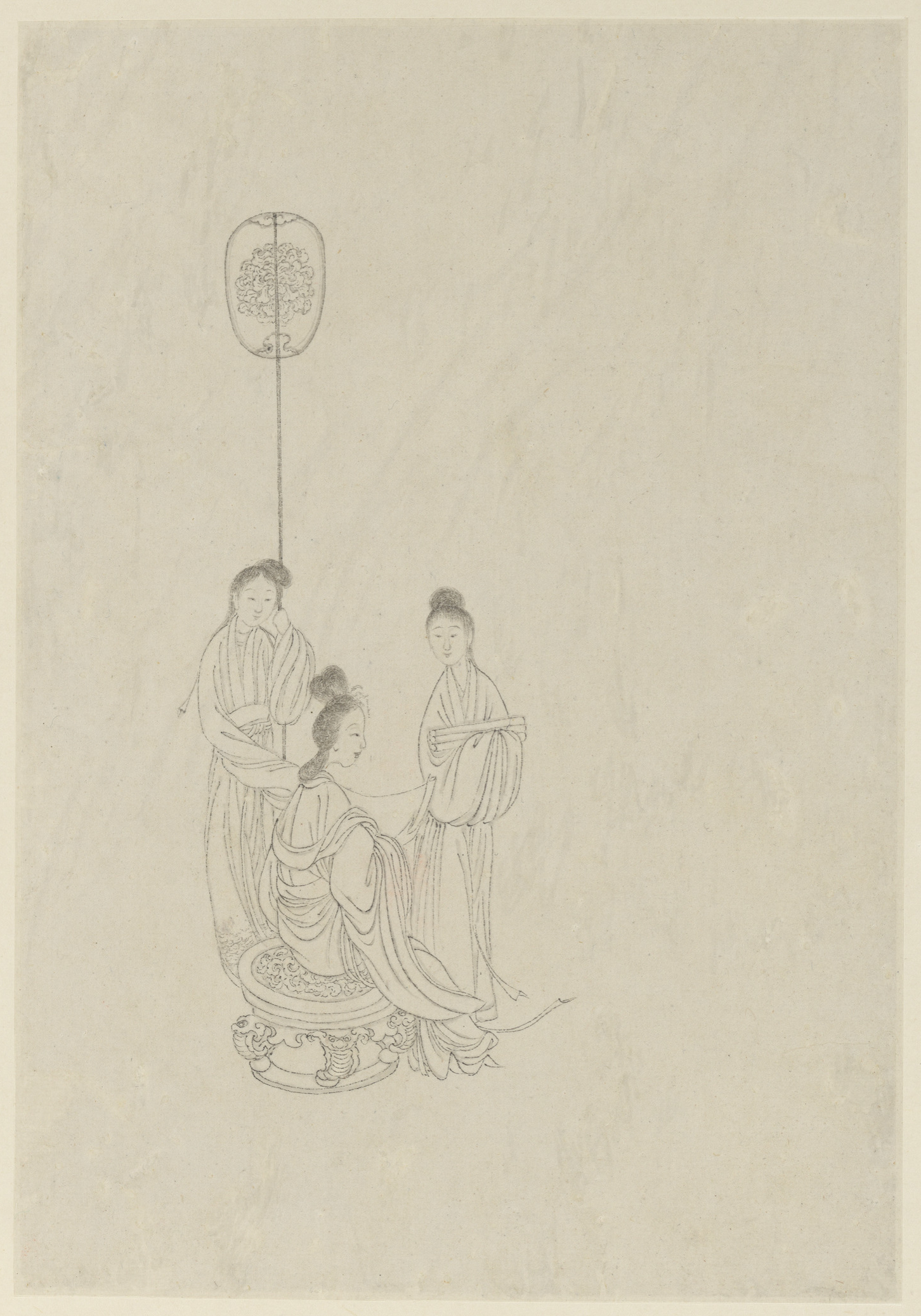
宣文授經，清改琦繪

宋氏（?—?），五胡十六國時期女性學者，其家族世代研究儒學。年幼時宋氏母親就已去世，由於其父沒有男孩，便親自教授宋氏《周官》音義。其後宋氏一家被石虎遷徙到冀州，寄居在膠東富人程安壽家。宋氏白天砍柴，晚上教授兒子韋逞。韋逞長大後在苻堅那裡擔任太常。苻堅曾來到太學，就儒家經典向博士請教。當時博士盧壼提出《周官》禮注還沒有人教授，由於太常韋逞母親宋氏家有《周官》音義，推薦讓其教授《周官》。於是苻堅在宋氏的家裡設立講堂，讓宋氏教授一百二十名生員，並冊封她為宣文君，賞賜奴婢十人。

## 延伸阅读
[在维基数据编辑]
 《晉書·卷096》，出自房玄齡《晉書》
 在维基共享资源阅览影像